# FC Dinamo București
FC Dinamo București, normalmente em português Dínamo de Bucareste (diˈnamo bukuˈreʃtʲ), é um clube de futebol romeno localizado em Bucareste. Fundado em 14 de maio de 1948, a equipe participa da primeira divisão do Campeonato Romeno.

## História
O Dinamo Bucureşti foi criado como um desdobramento do Ministério do Interior sua fundação se deu em 14 de maio de 1948, quando o Unirea Tricolor foi recém inserido no campeonato Romeno, em Janeiro de 1948, sob o controle do Ministério das Relações Exteriores do regime comunista. O Dinamo Bucureşti fundiu-se com o Maccabi Bucareste - Ciocanul. O nome Dinamo foi usado pela primeira vez em 1 ° de maio de 1948. No entanto, o verdadeiro começo com este nome se deu na temporada 1947-1948 da Divisão A onde terminou na oitava posição.

## Estádio
O Dinamo Bucureşti manda seus jogos no Stadionul Dinamo. O estádio foi construído em 1951 e, o jogo inaugural foi contra o Locomotiva Timișoara. A capacidade do estádio foi planejada para 16.000, contudo foram instalados somente 15.032 assentos. 
O estádio é conhecido como Groapa (O Fosso), devido ter sido escavado em vez de levantar arquibancadas. 
Atualmente o Dinamo Bucureşti joga seus jogos na Arena Nacional, um estádio com capacidade para 55.600 lugares, localizado no Complexo Esportivo "Lia Manoliu". O estádio foi concluído em 2011, sendo inaugurado em 6 de setembro de 2011 em um jogo das eliminatórias da Euro-12 entre a seleção romena e a seleção francesa. A posição Norte das arquibancadas do estádio é uma homenagem a Peluza Cătălin Hîldan, um ex-jogador do Dinamo Bucureşti que morreu em 2000 com 24 anos de idade dentro da cancha.

## Torcida
A torcida do Dinamo Bucureşti é estimada em 13% na Romênia, assim o clube tem a segunda maior torcida na Romênia, depois do FCSB.  A maioria dos torcedores estão em Bucareste, principalmente nas regiões Nordeste e Centro da cidade.

## Rivalidades
O rival tradicional do Dinamo Bucureşti é o FCSB, com quem disputa o denominado Marele Derby (O Derby Eterno). Este é o maior clássico do futebol romeno nos últimos 60 anos, haja visto que tanto o Steaua como o Dinamo são dois dos maiores e vencedores clubes do país. Juntos já venceram 45 campeonatos romenos (27 do Steaua e 18 do Dinamo), ganhando 23 das últimas 26 temporadas.
Tradicionalmente o Marele Derby foi visto como o confronto entre o Ministério da Defesa e o Ministério de Assuntos Internos, pois estes comandavam, respectivamente, Steaua e Dinamo.
Desde meados dos anos 90, frequentemente ocorreram confrontos violentos entre as torcidas. Um dos momentos mais graves  aconteceu momentos antes de uma partida em 1997, quando torcedores do Dinamo incendiaram o setor sul, onde haviam sido alocados, no Stadionul Ghencea.

## Elenco atual
Última atualização: 1 de abril de 2025.

## Títulos
| NACIONAIS | NACIONAIS               | NACIONAIS | NACIONAIS |
|           | Competição              | Títulos   | Temporadas |
| --------- | ----------------------- | --------- | --- |
|           | Campeonato Romeno       | 18        | 1955 , 1961–62, 1962–63, 1963–64, 1964–65, 1970–71, 1972–73, 1974–75, 1976–77, 1981–82, 1982–83, 1983–84, 1989–90, 1991–92, 1999–00, 2001–02, 2003–04 e 2006–07 |
|           | Copa da Romênia         | 13        | 1958–59, 1963–64, 1967–68, 1981–82, 1983–84, 1985–86, 1989–90, 1999–00, 2000–01, 2002–03, 2003–04, 2004–05 e 2011–12                                            |
|           | Copa da Liga da Romênia | 1         | 2016–17 |
|           | Supercopa da Romênia    | 2         | 2005 e 2012 |

## Uniformes

### Uniformes dos jogadores
- 1º Uniforme - Camisa vermelha, calção e meias vermelhas;
- 2º Uniforme - Camisa branca, calção e meias brancas;
- 3º Uniforme - Camisa preta, calção e meias pretas.

| 1º Uniforme | 2º Uniforme | 3º Uniforme |  |

### Uniformes dos goleiros
- Camisa roxa com detalhes pretos;
- Camisa verde com detalhes pretos;
- Camisa laranja com detalhes pretos.

| Cores do Time · Cores do Time · Cores do Time · Cores do Time · Cores do Time | Cores do Time · Cores do Time · Cores do Time · Cores do Time · Cores do Time | Cores do Time · Cores do Time · Cores do Time · Cores do Time · Cores do Time |  |

### Uniformes anteriores
- 2013-14

| Primeiro | Segundo | Terceiro |  |

- 2012-13

| Primeiro | Segundo |

- 2011-12

| Primeiro | Segundo | Terceiro |  |

- 2010-11

| Primeiro | Segundo | Terceiro |  |

- 2009-10

| Primeiro | Segundo |

- 2008-09

| Primeiro | Segundo | Terceiro |

- 2007-08

| Primeiro | Segundo |

- 2006-07

| Primeiro | Segundo |

- 2005-06

| Primeiro | Segundo |

## Ex-treinadores
- Mircea Lucescu
- Ioan Andone
- Dorinel Munteanu
- Mircea Rednic
- Cosmin Contra
- Walter Zenga
- Dario Bonetti
- Esteban Vigo